# Ipimorpha pleonectusa
Ipimorpha pleonectusa är en fjärilsart som beskrevs av Augustus Radcliffe Grote 1873. Ipimorpha pleonectusa ingår i släktet Ipimorpha och familjen nattflyn. Inga underarter finns listade i Catalogue of Life.